# Unidade de dados de protocolo

A unidade de dados de protocolo (U.D.P., P.D.U.) da camada de controle de acesso ao meio (C.A.M., M.A.C.) se torna uma unidade de dados de serviço (U.D.S., S.D.U.) da camada física.

Em telecomunicações, uma unidade de dados de protocolo (U.D.P) é uma unidade única de informação transmitida entre entidades pares de uma rede de computadores. Ela é composta de informações de controle específicas do protocolo e os dados do usuário. Nas arquiteturas em camadas de pilhas de protocolo de comunicação, cada camada implementa protocolos personalizados para o tipo ou modo específico de troca de dados.
Por exemplo, o protocolo de controle de transmissão (P.C.T.) implementa um modo de transferência orientado à conexão e a unidade de dados de protocolo (U.D.P.) desse protocolo é chamada de segmento, enquanto o protocolo de datagrama do usuário (P.D.U.) usa datagramas como unidades de dados de protocolo para comunicação sem conexão. Uma camada inferior no conjunto de protocolos de Internet, na camada de Internet, a unidade de dados de protocolo (U.D.P.) é chamada de pacote, independentemente do tipo de carga útil.

## Redes de dados comutados por pacotes
No contexto de redes de dados comutados por pacotes, uma unidade de dados de protocolo (U.D.P.) é melhor compreendida em relação a uma unidade de dados de serviço (U.D.S.).
Os recursos ou serviços da rede são implementados em camadas distintas. A camada física envia uns e zeros por um fio ou fibra. A camada de enlace de dados então organiza esses uns e zeros em blocos de dados e os leva com segurança ao lugar certo na conexão. A camada de rede transmite os dados organizados através de várias redes conectadas e a camada de transporte entrega os dados ao aplicativo de software correto no destino.
Entre as camadas (e entre o aplicativo e a camada superior), as camadas passam unidades de dados de serviço (U.D.S.) pelas interfaces. A camada superior entende a estrutura dos dados na unidade de dados de serviço (U.D.S.), mas a camada inferior na interface não. Além disso, a camada inferior trata a unidade de dados de serviço (U.D.S.) como carga útil e se compromete a a levar à mesma interface no destino. Para fazer isso, a camada de protocolo (inferior) adicionará (à cada unidade de dados de serviço (U.D.S.) certos dados de que precisa para realizar sua função e essa adição é chamada de encapsulamento. Por exemplo, ela pode adicionar um número de porta para identificar o aplicativo, um endereço de rede para ajudar no roteamento, um código para identificar os tipos de dados nos pacotes e informações de verificação de erros. Todas essas informações adicionais, mais a unidade de dados de serviço original da camada superior, constituem a unidade de dados de protocolo nesta camada.
A unidade de dados de serviço (U.D.S.) e os metadados adicionados pela camada inferior pode ser maior do que o tamanho máximo (conhecido como unidade de transmissão máxima (U.T.M.) da unidade de dados de protocolo (U.D.P.) dessa camada. Quando for esse o caso, a unidade de dados de protocolo (U.D.P.) deve ser dividida em várias cargas úteis de um tamanho adequado para transmissão ou processamento pela camada inferior e esse processo é conhecido como fragmentação do protocolo de Internet.
A importância disso é que a unidade de dados de protocolo (U.D.P.) é a informação estruturada que é passada para uma camada de protocolo correspondente mais adiante, na jornada dos dados, que permite que a camada entregue sua função ou serviço pretendido. A camada correspondente, ou "par", decodifica os dados para extrair a unidade de dados de serviço original, decide se ela está livre de erros e para onde a enviar em seguida, etc. A menos que já tenhamos chegado à camada mais baixa (física), a unidade de dados de protocolo (U.D.P.) é passada para o par usando os serviços da próxima camada inferior na "pilha" do protocolo. Quando a unidade de dados de protocolo (U.D.P.) passa pela interface da camada que a construiu para a camada que meramente a entrega (e, portanto, não entende sua estrutura interna), ela se torna uma unidade de dados de serviço (U.D.S.) para essa camada. A adição de endereçamento e informações de controle (encapsulamento) à uma unidade de dados de serviço (U.D.S.) para formar uma unidade de dados de protocolo (U.D.P.) e a passagem dessa unidade de dados de protocolo (U.D.P.) para a próxima camada inferior como uma unidade de dados de serviço (U.D.S.) se repete até que a camada mais baixa seja alcançada e os dados passem por algum meio como um sinal físico.
O processo acima pode ser comparado ao sistema de correio no qual uma carta (representando uma unidade de dados de serviço (U.D.S.) é colocada em um envelope, no qual está escrito um endereço (informações de endereçamento e controle), e passa a ser uma unidade de dados de protocolo (U.D.P.). O correio remetente pode verificar apenas o código postal e colocar a carta em uma mala postal, de forma que o endereço no envelope não possa mais ser visto, passando a ser agora uma unidade de dados de serviço (U.D.S.). A mala postal é etiquetada com o código postal de destino e se torna uma unidade de dados de protocolo (U.D.P.) até que seja combinada com outras bolsas em uma caixa, quando passará a ser uma unidade de dados de serviço (U.D.S.). A caixa é etiquetada com a região para a qual todas as bolsas devem ser enviadas, fazendo com que o caixote passe a ser uma unidade de dados de protocolo (U.D.P.). Quando a caixa chega ao destino correspondente à sua etiqueta, ela é aberta e as malas (unidades de dados de serviço (U.D.S.) removidas apenas para se tornarem unidades de dados de protocolo (U.D.P.) quando alguém lê o código da agência postal de destino. As próprias cartas são unidades de dados de serviço (U.D.S.) quando os sacos são abertos, mas se tornam unidades de dados de protocolo (U.D.P.) quando o endereço é lido para a entrega final. Quando o destinatário finalmente abre o envelope, surge a unidade de dados de serviço (U.D.S.) de nível superior, a própria carta.

## Exemplos

### Modelo de interconexão de sistemas aberta (I.S.A.[f])
As unidades de dados de protocolo do modelo de interconexão de sistemas aberta (I.S.A.) são:
- A camada 4: a unidade de dados de protocolo (U.D.P.[a]) da camada de transporte é o segmento ou o datagrama.
- A camada 3: a unidade de dados de protocolo (U.D.P.[a]) da camada de rede é o pacote.
- A camada 2: a unidade de dados de protocolo (U.D.P.[a]) da camada de enlace é o quadro.
- A camada 1: a unidade de dados de protocolo (U.D.P.[a]) da camada física é o bit ou, mais geralmente, o símbolo.

Dado um contexto pertencente a uma camada de interconexão de sistemas aberta (I.S.A.) específica, unidade de dados de protocolo (U.D.P.) às vezes é usado como um sinônimo para sua representação nessa camada.

### Suíte de protocolo deInternet
As unidades de dados de protocolo para o conjunto de protocolos de Internet são:
- A unidade de dados de protocolo (U.D.P.[a]) da camada de transporte é o segmento do protocolo de controle de transmissão (P.C.T.[b]) para o protocolo de controle de transmissão (P.C.T.[b]) e o datagrama para o protocolo de datagrama do usuário (P.D.U.[c]).
- A unidade de dados de protocolo (U.D.P.[a]) da camada de Internet é o pacote.
- A unidade de dados de protocolo (U.D.P.[a]) da camada de enlace é o quadro.

No conjunto de protocolos de Internet (P.I./P.C.T.) sobre Ethernet, os dados na camada física são transportados em quadros Ethernet.

### Troca de pacotes entre redes (T.P.E.R.[h])
- Para troca de pacotes entre redes (T.P.E.R.[h]) [en], o pacote da troca de pacotes entre redes (T.P.E.R.[h]) é a unidade de dados de protocolo (U.D.P.[a]) da camada de redepara troca de pacotes entre redes (T.P.E.R.[h]) e pode ser usado simultaneamente na camada de transporte também.
- O pacote da troca de pacotes sequenciada (T.P.S.[i]) no topo da troca de pacotes entre redes (T.P.E.R.[h]) é uma unidade de dados de protocolo (U.D.P.[a]) da camada de transporte.
- A unidade de dados de protocolo (U.D.P.[a]) da camada de enlace é o quadro.

### Modo de transferência assíncrona (M.T.A.[j])
A unidade de dados de protocolo (U.D.P.) da camada de enlace em redes de modo de transferência assíncrona (M.T.A.)é chamada de célula.

### Unidade de dados de protocolo de controle de acesso ao meio
Uma unidade de dados de protocolo de controle de acesso ao meio (U.D.P. C.A.M ou U.D.P. C.) é uma mensagem trocada entre entidades de controle de acesso ao meio (C.A.M.) em um sistema de comunicação baseado no modelo de interconexão de sistemas aberta em camadas.
Em sistemas onde a unidade de dados de protocolo de controle de acesso ao meio (U.D.P. C.A.M ou U.D.P. C.) pode ser maior do que a unidade de dados de serviço de controle de acesso ao meio (U.D.S. C.A.M ou U.D.S. C.), a unidade de dados de protocolo de controle de acesso ao meio (U.D.P. C.A.M ou U.D.P. C.) pode incluir várias unidades de dados de serviço de controle de acesso ao meio (U.D.S. C.A.M ou U.D.S. C.) como resultado da agregação de pacotes. Em sistemas em que a unidade de dados de protocolo de controle de acesso ao meio (U.D.P. C.A.M ou U.D.P. C.) é menor do que a unidade de dados de serviço de controle de acesso ao meio (U.D.S. C.A.M ou U.D.S. C.), uma unidade de dados de serviço de controle de acesso ao meio (U.D.S. C.A.M ou U.D.S. C.) pode gerar várias unidades de dados de protocolo de controle de acesso ao meio (U.D.P. C.A.M ou U.D.P. C.) como resultado da segmentação do pacote.